# Proceso automático y proceso controlado
Proceso automático y proceso controlado (ACP) son las dos categorías del procesamiento cognitivo.Todos los procesos cognitivos se encuentran en una o en ambas de estas dos categorías. Las cantidades de "poder de procesamiento",de atención y de esfuerzo que requiere un proceso es el factor principal que se utiliza para determinar si se trata de un proceso controlado o automático. Se puede producir un proceso automático sin necesidad de atención y concienciación sobre la iniciación o funcionamiento del proceso, y sin recurrir a recursos generales de procesamiento ni interferir con otros procesos concurrentes.
Resumiendo:
- Los procesos automáticos son involuntarios, no precisan esfuerzo (no consumen ni una mínima cantidad de procesamiento), y se producen fuera de la conciencia.
- Los procesos controlados son procesos que se encuentran bajo el control flexible e intencional de un individuo en estado consciente, por ese motivo se encuentran forzados y limitados por la cantidad de recursos de atención disponibles en este momento.[1]

## Procesos automáticos
Al examinar la etiqueta "automática" en la psicología social, encontramos que algunos procesos se producen inconscientemente, y otros requieren un procesamiento consciente e intencionado de la información relacionada reciente. Dicho esto, los efectos automáticos se dividen en tres clases:
- Los que ocurren antes de la conciencia (pre-conscientes);
- Los que requieren algún tipo de procesamiento consciente pero que producen un resultado no deseado (post-conscientes);
- Los que requieren un tipo específico de procesamiento dirigido intencionalmente al objetivo (dependientes del objetivo).

### Pre-conscientes
La automática pre-consciente solo requiere el estímulo proximal del acontecimiento que se desencadena, y se produce antes o en ausencia de un conocimiento consciente de este acontecimiento. Cómo que se producen sin nuestra conciencia, son incontrolables y hechos casi sin esfuerzo. Muchos estudios anteriores sugieren que la mera percepción del comportamiento físico de los otros, así como las categorías abstractas (raza, género, rol) que se producen pasivamente en la percepción personal, provocan una mayor tendencia a comportarse del mismo modo.
Por lo tanto, básicamente, un estímulo ya sea una persona, un objeto o una acción, afectará inconscientemente nuestra respuesta y nuestra conducta sin nuestro conocimiento. En un estudio se expusieron subliminalmente a cada uno de los participantes o bien una cara afroamericana o una cara caucásica antes de que participaran en un juego verbal. El estudio concluyó que cuando los participantes estaban subliminalmente expuestos a las caras afroamericanas, eran significativamente más agresivos en el juego verbal que los expuestos a la cara caucásica. En un estudio relacionado con este hecho a los participantes se les pidió jugar a un videojuego que describía una situación de la vida real que implicaba la decisión de disparar contra una persona con una pistola. Se mostraron a los participantes fotografías de personajes caucasianos y afroamericanos con o sin una pistola u otro objeto en la mano. Los participantes tenían que responder "Disparar" o "No Disparar" en fracción de milisegundos. El resultado fue que los participantes significativamente decididos a disparar más rápido cuando los afroamericanos con una pistola versus los caucasianos.

### Post-conscientes
La automática post-consciente, para que se produzca, depende de la experiencia consciente reciente.  Esta influencia post-consciente en el procesamiento se puede definir como la consecuencia no conscientes del pensamiento consciente. La experiencia consciente puede ser intencional, o no intencional, lo que es importante es que la información esté en la conciencia. La mayor parte de las cosas que conocemos son impulsadas por el medio ambiente, y aunque no se pretenda controlar la inundación de experiencias perceptivas, éstas generan efectos post-conscientes. De otro modo, si nos tenemos que involucrar de manera consciente en algo y dependiendo de la experiencia que pensamos inconscientemente, o se comportamos de alguna manera.

### Experimentodel tentetieso
En el  experimento clásico del tentetieso, una parte de un grupo de niños mira un vídeo de un adulto que actúa con agresividad hacia un tentetieso. Más adelante, cuando el niño se pone en la sala con este mismo muñeco, es más probable que el niño que ha visto el vídeo repita la agresividad, que los niños que no han visto el vídeo. 

### Experimento del profesor
En otro estudio, una parte de los participantes de un grupo fueron preparados bajo el estereotipo de profesor, haciendo que durante 5 min, imaginaran un profesor típico y que incluyeran (conscientemente) el comportamiento, el estilo de vida y los atributos de apariencia de un profesor típico. Después de haber sido preparados, se pidió a ambos grupos que realizaron una tarea sobre conocimientos generales. Los resultados de los participantes bajo el estereotipo de profesor superaron a los de los participantes que no habían sido preparados con esa condición.

## Procesos controlados
Una definición de un proceso controlado es una secuencia intencionadamente iniciada de actividades cognitivas. En otras palabras, cuando se requiere atención para una tarea, estamos conscientemente conscientes y en control. Los procesos controlados nos obligan a pensar en situaciones, evaluar y tomar decisiones. Un ejemplo sería la lectura de este artículo. Estamos obligados a leer y entender los conceptos de estos procesos y requiere esfuerzo para pensar conceptualmente. Se cree que los procesos controlados son más lentos, ya que por definición requieren un control estricto; Por lo tanto, generalmente no pueden llevarse a cabo simultáneamente con otros procesos controlados sin conmutación de tareas o deteriorar el rendimiento. Por lo tanto, el inconveniente de los procesos controlados es que los seres humanos tienen una capacidad limitada para controlar abiertamente el comportamiento. Estando limitada la capacidad de proceso, el procesamiento controlado impone limitaciones considerables a la velocidad y la capacidad de realizar múltiples tareas.
En un estudio, los participantes fueron asignados aleatoriamente a dos grupos, uno de ellos requería una tarea (una pequeña carga cognitiva ) y el otro requería dos tareas (una pesada carga cognitiva ). En el grupo de una sola tarea, a los participantes se les dijo que escucharan un discurso anti o pro-aborto y tenían que diagnosticar la actitud del orador hacia el aborto. El grupo de dos tareas tenía la misma asignación inicial, pero debían intercambiar puntos de vista con el orador y después tomar su lugar. Ambos grupos fueron específicamente avisados que se les daría más instrucciones en un siguiente paso. En los participantes del grupo de dos tareas, su carga cognitiva se vio afectada y desempeñaron sus tareas peor que los del grupo de una tarea, ya que tenían la siguiente tarea en mente (tenían una carga cognitiva adicional). Básicamente, cuantas más tareas intente administrar al mismo tiempo, más sufrirá el rendimiento.

## Procesos con categorización ambigua
Algunos procesos cognitivos son difíciles de clasificar claramente como automáticos o como controlados, ya sea porque contienen componentes de ambos tipos de procesos o porque los fenómenos son difíciles de definir u observar. Un ejemplo del primero es conducir un coche. Un ejemplo de este último es el flujo.

## Flujo
El flujo (también conocido como "la zona") es el estado mental operativo en el cual una persona está completamente inmersa en la actividad que ejecuta. El flujo involucra una atención altamente focalizada en la tarea que se lleva a cabo, la pérdida de autoconocimiento y una distorsionada percepción del tiempo , entre otras características cognitivas. Durante los estados de flujo, son menos consciente de las respuestas sobre estados propios como el hambre, la fatiga y la incomodidad, por este motivo algunas tareas desafiantes pueden requerir menos esfuerzo para ejecutarlos.
El flujo no ha sido fácil de estudiar, ya que es difícil de reproducir en un entorno de laboratorio controlado. La mayoría de los experimentos han confiado mucho en la correlación de la presencia de flujo con varios atributos de la tarea y las experiencias reportadas por los sujetos. De estas correlaciones, los sujetos que experimentan flujo generalmente informan que perciben una buena relación entre los requisitos de la tarea y sus habilidades (por ejemplo, un jugador de baloncesto profesional en un partido de baloncesto). Ello hace pensar que la estructura de la tarea y la claridad del objetivo de la tarea, están relacionados y que por ello se produce el flujo.Todos estos aspectos del flujo implican que haya la oportunidad de suprimir otros procesos controlados, así como inhibir ciertos tipos de procesos automáticos.